# نادي باناثينياكوس الرياضي
نادي باناثينياكوس الرياضي (باليونانية: Παναθηναϊκός Αθλητικός Όμιλος)‏ هو نادي كرة قدم يوناني تأسس في 3 فبراير 1908، ويلعب في الدوري اليوناني لكرة القدم.

## وصلات خارجية
- الموقع الرسمي